# Курсегуль
Курсегуль (фр. Coursegoules) — коммуна на юго-востоке Франции в регионе Прованс — Альпы — Лазурный берег, департамент Приморские Альпы, округ Грас, кантон Ванс. До марта 2015 года коммуна являлась административным центром упразднённого кантона Курсегуль (округ Грас).
Площадь коммуны — 40,98 км², население — 425 человек (2006) с выраженной тенденцией к росту: 497 человек (2012), плотность населения — 12,1 чел/км².

## Население
Население коммуны в 2011 году составляло — 484 человека, а в 2018 году — 535 человек.
| 1962 | 1968 | 1975 | 1982 | 1990 | 1999 | 2006 | 2008 | 2011 | 2012 | 2013 | 2018 |
| ---- | ---- | ---- | ---- | ---- | ---- | ---- | ---- | ---- | ---- | ---- | ---- |
| 132  | 134  | 155  | 201  | 260  | 322  | 425  | 455  | 484  | 497  | 510  | 535  |

Динамика численности населения:

## Экономика
В 2010 году из 327 человек трудоспособного возраста (от 15 до 64 лет) 244 были экономически активными, 83 — неактивными (показатель активности 74,6 %, в 1999 году — 68,3 %). Из 244 активных трудоспособных жителей работали 228 человек (128 мужчин и 100 женщин), 16 числились безработными (7 мужчин и 9 женщин). Среди 83 трудоспособных неактивных граждан 23 были учениками либо студентами, 23 — пенсионерами, а ещё 37 были неактивны в силу других причин.
На протяжении 2010 года в коммуне числилось 210 облагаемых налогом домохозяйств, в которых проживало 511 человек. При этом медиана доходов составила 18 тысяч 194 евро на одного налогоплательщика.